# Lijst van musea in Parijs
Dit is een lijst van musea in Parijs.

## Grootste en bekendste musea in Parijs
- Louvre
- Musée d'Orsay
- Centre Pompidou
- Musée du quai Branly
- Grand Palais

## Musées de la Ville de Paris
Deze musea worden beheerd door de stad Parijs en de vaste collecties zijn gratis de bekijken. Vaak worden er wel entreekosten berekend voor tijdelijke tentoonstellingen in deze musea. 
- Musée d'Art Moderne de la Ville de Paris
- Maison de Balzac
- Musée Carnavalet
- Catacomben
- Crypte archéologique du parvis Notre-Dame
- Musée Cernuschi
- Musée Cognacq-Jay
- Musée Galliera
- Musée Jean Moulin
- Petit Palais
- Musée de la Vie romantique
- Maison de Victor Hugo
- Musée Zadkine
- Musée des Égouts de Paris
- Musée de la sculpture en plein air

## Musea op alfabetische volgorde
- Musée de l'Armée
- Musée Arménien de France
- Musée d'Art et d'Histoire du Judaïsme
- Musée des Arts Décoratifs
- Musée des arts et métiers
- Musée d'Art Moderne de la Ville de Paris
- Maison de Balzac
- Bibliothèque nationale de France
- Musée Bourdelle
- Musée Carnavalet
- Catacomben
- Centre Pompidou
- Musée Cernuschi
- Musée de la Chasse et de la Nature
- Musée de la musique
- La cinématèque Française (Palais de Chaillot)
- Cité de la Musique
- Cité des sciences et de l'industrie
- Musée de Cluny
- Musée Cognacq-Jay
- Conciergerie
- Conservatoire national des arts et métiers
- Crypte archéologique du parvis Notre-Dame
- Musée Dapper
- Espace Dalí
- Musée national Eugène Delacroix
- Musée des Égouts de Paris
- Musée d'Ennery
- Fondation Cartier
- Musée Fragonard
- Galerie nationale du Jeu de Paume
- Musée Galliera
- Musée Grévin
- Grand Palais
- Musée Guimet
- Musée Gustave Moreau
- Halle Saint-Pierre
- Musée Hébert
- Musée Henri Bouchard
- Musée de l'Homme (Palais de Chaillot)
- Institut du monde arabe
- Jardin des Plantes
- Musée Jean Moulin
- Louvre
- Musée du Luxembourg
- Muséum national d'histoire naturelle
- Musée Jacquemart-André
- Musée Jean-Jacques Henner
- Galerie nationale du Jeu de Paume
- Musée du Luxembourg
- Maison de Victor Hugo
- La Maison Rouge
- Maison Europeenne de la Photographie
- Musée national du Moyen Âge
- Musée de la Légion d'honneur
- Musée Maillol
- Musée de la Marine (Palais de Chaillot)
- Musée Marmottan Monet
- Musée des Matériaux du C.R.M.H (Palais de Chaillot)
- Musée de la Mode et du Textile
- Musée de Montmartre
- Musée National des Monuments Français (Palais de Chaillot)
- Musée Nissim de Camondo
- Musée de Notre Dame de Paris
- Musée de l'Orangerie
- Musée d'Orsay
- Palais de Chaillot
- Palais de la Découverte (Palais de Chaillot)
- Palais de la Porte Dorée
- Petit Palais
- Musée Pasteur
- Musée Picasso
- Musée de la Poste
- Musée de la Publicité
- Musée du quai Branly
- Musée Rodin
- Cité des sciences et de l'industrie
- Musée de la sculpture en plein air (beeldenpark)
- Musée de la Vie romantique
- Musée Zadkine
- Salon Frédéric Chopin

## Musea in de Parijse regio
- Musée de la Renaissance in Écouen
- Musée du château de Fontainebleau
- Musée de Port-Royal des Champs in Magny-les-Hameaux
- Musée des châteaux de Malmaison et de Bois-Préau in Rueil-Malmaison
- Musée d'archéologie nationale in Saint-Germain-en-Laye
- Musée national de Céramique in Sèvres
- Musée des châteaux de Versailles et de Trianon in Versailles